# Concòrdia d'Alcanyís
La Concòrdia d'Alcanyís fou el pacte a què arribaren el 15 de febrer de 1412 el parlament català, reunit a Tortosa, i el parlament aragonès, reunit a Alcanyís, per tal de reunir un grup de personalitats a la vila aragonesa de Casp que elegissin un successor del rei Martí l'Humà (mort sense descendència el 1410). L'interregne s'havia allargat excessivament i les guerres entre nobles assolaven els regnes d'Aragó i de València.

## Una concòrdia ideada pel Papa
El 23 de gener de 1412 el Papa Luna Benet XIII va enviar, des de Peníscola, una carta al parlament català i al parlament aragonès proposant una solució definitiva: en comptes de reunir un Parlament General, que ja s'havia demostrat impossible per la quantitat de gent, les baralles internes i les bandositats del territori, proposava reunir només uns quants homes de lleis que decidissin per tothom. La carta anava acompanyada d'una butlla en què designava procurador seu amb facultat executiva el missatger que duia la carta: Francesc d'Aranda.
A Alcanyís la carta fou llegida per la Junta d'aragonesos i catalans que tenia l'objectiu d'establir el procediment per elegir el nou rei, la qual estava formada per:
Aragonesos (14):
- Tots trastamaristes: Domènec Ram (bisbe d'Osca), Gillem Ramon Alemany de Cervelló (comanador d'Alcanyís), Juan del Arcipreste (xantre de la Seu de Saragossa), Antonio de Castellote (com a procurador de Pedro Ximénez de Urrea), Alfonso de Luna (com a procurador de Juan de Luna i Joan I Ferrandis d'Híxar), Gil Ruiz de Lihori (Governador d'Aragó), Juan Ximénez Cerdán (Justícia d'Aragó), Berenguer de Bardaixí (l'agent de Ferran, senyor de Saidí), Juan de Funes (doctor en dret), Arnau de Bardaixí (escuder i germà de Berenguer de Bardaixí), Bernat d'Urgell (escuder), Domènec Lanaza (jurisconsult de Saragossa), Juan Primeràn (jurisconsult de Calataiud) i Juan Sánchez de Orihuela (jurisconsult d'Albarrasí)

Catalans (6):
- Urgellista: Asbert Satrilla
- Trastamaristes: Felip de Malla (mestre en arts i en teologia, ardiaca del Penedès), Joan de Ribesaltes (cònsol de Perpinyà) i Joan Desplà (doctor en lleis, ciutadà i conseller de Barcelona)
- Filiació desconeguda: Pere de Sagarriga i de Pau (arquebisbe de Tarragona) i el noble Berenguer Arnau de Cervelló)

Per aquestes dates el Parlament de Vinaròs també va enviar una carta a Alcanyís anunciant que enviaven una comissió per unir-se a les reunions entre catalans i aragonesos, però foren ignorats amb el pretext que només representaven una facció. Es desconeix per què el Parlament de Traiguera no va voler enviar-hi ningú.

## La concòrdia
Finalment el 15 de febrer d'aquell any 1412 la Junta desigual reunida a Alcanyís va acabar acceptant el consell del Papa per tal que un grup de juristes prengués la decisió de qui havia de ser l'hereu del rei difunt Martí l'Humà. La mateixa Junta va redactar vint-i-vuit normes, les més importants de les quals eren:
1. Serà una reunió, o compromís, de nou compromissaris (tres per terna, cada terna corresponia a un regne -obviant el de Mallorca-) amb plens poders (però no s'especifica com s'han d'elegir).
2. Els nou han de ser presentats abans de vint dies des d'aquesta concòrdia (7 de març). A més a més cadascun d'ells escollirà un substitut en cas de malaltia o mort.
3. Tres hauran de ser de 1r grau, tres més de 2n i tres més de 3r. S'ha especulat molt sobre el significat d'aquesta norma.
4. El veredicte haurà de ser acatat per tots els regnes. El veredicte haurà de ser fruit d'una majoria de 6 membres com a mínim. Entre aquests hi haurà d'haver com a mínim 1 de cada terna.
5. La reunió tindrà lloc al castell de Sant Joan, a la vila de Casp. La seguretat anirà a càrrec de tropes especials (no s'especifica més però s'entén que es referia a hosts neutrals i de cossos diferents amb caps diferents).
6. Els valencians no seran admesos fins que no cessin les bandositats (aquesta era una norma estranya, en tant que a Aragó no havien cessat).
7. Els compromissaris tindran dos mesos per deliberar a partir del 29 de març del 1412, amb possibilitat de pròrroga però mai més enllà del 29 de juliol (és a dir quatre mesos com a màxim).

A més a més es va prohibir als candidats estrangers que entressin a la Corona, i als d'aquí se'ls va prohibir acostar-se a Casp. Malgrat tot, les tropes castellanes no es van moure de les zones ocupades.

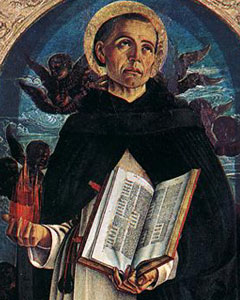
Sant Vicent Ferrer

## La proposta aragonesa dels compromissaris
El 26 de febrer el parlament d'Alcanyís va delegar la tria dels seus tres compromissaris als mateixos caps trastamaristes Gil Ruiz de Lihori (el governador del regne) i Juan Ximénez Cerdán (Justícia d'Aragó). La llista es va presentar l'endemà mateix simultàniament a Alcanyís i a Tortosa, cosa que ha fet pensar que probablement ja estava feta d'abans. Sorprenentment, no només hi figuraven els tres representants aragonesos sinó que també van triar els tres representants de València, i els tres de Catalunya. Al parlament de Tortosa la llista fou presentada pel sagristà de la Seu de Saragossa Joan de Subirats, amb ordres explícites de no admetre cap modificació dels noms que hi havia; el qual va donar als diputats catalans com a termini per acceptar-la el 14 de març, tot alertant que si no ho feien, Aragó actuaria unilateralment per proclamar un nou rei. Per això el parlament de Tortosa va escollir una comissió de vint-i-quatre diputats per analitzar-la i decidir. La llista en qüestió componia els següents noms:
- Per Aragó: Domènec Ram (cunyat de Berenguer, bisbe d'Osca i servidor de Benet XIII), Francesc d'Aranda (cartoixà de Portaceli, servidor de Benet XIII) i Berenguer de Bardaixí (cunyat de Domènec, cavaller, home de lleis i agent de Ferran de Trastàmara)
- Per València: Vicent Ferrer (germà de Bonifaci, frare dominic, predicador de fama europea, agent i confessor de Benet XIII), Bonifaci Ferrer (germà de Vicent, cartoixà de Portaceli, conseller i servidor de Benet XIII) i Gener Rabassa (jurista, doctor en lleis de gran fama a tota la Corona d'Aragó).
- Per Catalunya: Bernat de Gualbes (poderós conseller de Barcelona, líder dels antiurgellistes a Catalunya, advocat i ambaixador de Benet XIII), Pere de Sagarriga i de Pau (arquebisbe de Tarragona nomenat per Benet XIII, però durant l'interregne al Parlament de Tortosa es mostrà sempre conciliador, inclinant-se fins i tot per Jaume d'Urgell) i Guillem de Vallseca (també jurista i doctor en lleis famós a tota la Corona d'Aragó)

## La batalla de Morvedre (27 de febrer del 1412)
Paral·lelament Jaume d'Urgell havia enrolat 400 mercenaris gascons, i amb els seus seguidors catalans havia format un exèrcit comandat per Ramon de Perellós, el qual es dirigia al Regne de València per tal d'unir-se amb els seus seguidors valencians, els quals fins llavors havien lluitat sols contra les invasions castellanes. A l'altura de Tortosa, però, el Parlament va manar-los que s'aturessin. Tot i que Perellós va respondre que només obeiria al seu senyor Jaume i va continuar avançant, no va poder seguir perquè els castellans ja barraven les principals zones de pas. Pel que fa a l'exèrcit urgellista valencià, aquest estava format per 400 cavallers i 15.000 peons, i era comandat pel governador Arnau Guillem de Bellera i pels Vilaragut. Sense les tropes de reforç va haver d'enfrontar-se sol als castellans i les hosts dels antiurgellistes, exèrcit que dirigia Diego Gómez de Sandoval. La batalla tingué lloc a la població de Morvedre el mateix 27 de febrer que arribava a Tortosa la llista aragonesa imposada. El governador fou mort i els urgellistes clarament derrotats. Per evitar mals majors la ciutat de València va rendir-se immediatament, malgrat l'urgellisme militant dels seus habitants; i el Parlament de Vinaròs va dissoldre's precipitadament per fugir (posteriorment es va reobrir a Alzira). A partir de llavors la major part del Regne de València ja era en mans de Ferran d'Antequera i la causa urgellista perduda.

## L'acceptació catalana i les protestes
Durant els debats de la comissió dels vint-i-quatre diputats catalans va quedar patent un cop més la divisió existent entre urgellistes i trastamaristes. Els urgellistes catalans encara van intentar modificar la llista aragonesa (substituint Bernat de Gualbes per Bonanat de Pere o per Guillem Domenge, i Bonifaci Ferrer per Arnau de Conques), però els trastamaristes i els servidors del Papa van evitar-ho (els partidaris de Ferran eren: el bisbe de Barcelona Francesc Climent el Sapera; l'abat de Montserrat Marc de Vilalba; l'abat de sant Cugat Dalmau de Cartellà; l'ardiaca de Tarragona; l'ardiaca del Penedès Felip de Malla; els tres síndics de Barcelona: Ramon Fiveller, Bernat de Gualbes i Joan Desplà; i el síndic de Tortosa Garidell). El 13 de març l'assemblea de vint-i-quatre va acabar acceptant la mateixa llista que havien fet el governador i el Justícia d'Aragó sense tocar-ne cap nom. Fins i tot a les actes oficials va quedar escrit que calia evitar l'escissió de la Corona.
Immediatament s'alçaren nombroses i crispades protestes: molts nobles presidits pels Cardona, els Montcada i el pretendent Joan de Prades no podien creure que s'hagués d'acceptar íntegrament les imposicions d'Alcanyís d'uns personatges la filiació trastamarista dels quals era públicament coneguda (parlaven sobretot de Bardaixí, Ram i Aranda) i els van retreure que feia només dos anys estaven per la legitimació de l'infant Frederic de Luna. Els síndics de Girona arribaren a negar-se a reconèixer el rei que elegís aquest Compromís. L'àvia del pretendent Lluís de Calàbria, i autèntica promotora de la candidatura angevina, Violant de Bar també va denunciar-ho afegint que per la seva condició de cartoixans, Bonifaci Ferrer i Francesc d'Aranda no podien intervenir en la política de la Corona. També va sonar el rumor (després confirmat) que Bardaixí cobrava un suborn de 500 florins al mes per part de Ferran.
El regne de Mallorca sencer va protestar insistentment per haver estat marginat de la Concòrdia. També ho feien Mequinensa i Alzira. Fins i tot els trastamaristes valencians reunits al Parlament de Morella (que s'havia traslladat des de Traiguera) també es queixaven perquè els seus propis ambaixadors a Tortosa també havien acceptat la llista sense ni tan sols consultar-ho abans amb el plenari.
Sense esperar la resta, els tres compromissaris aragonesos, Pere de Sagarriga i Bernat de Gualbes van començar les sessions del Compromís de Casp malgrat que encara no hi havien arribat la resta de les personalitats que l'integraven.